# Inhambane (cidade)
Inhambane é um posto administrativo, cidade, município e distrito moçambicano, capital da província do mesmo nome.
A cidade de Inhambane está localizada na costa ocidental de uma península que limita a baía de Inhambane. Em frente, na margem oeste desta baía encontra-se a cidade da Maxixe. A costa oriental da península é uma extensa linha de praias no Oceano Índico, que são destino turístico preferencial de muitos moçambicanos e estrangeiros.
De acordo com o censo da população de 2017 tem uma população de 79 724 habitantes.
A localidade mantém o epíteto de "terra da boa gente", atribuído a Vasco da Gama aquando da sua passagem em 1498.

## História
Inhambane foi fundada por mercadores suaíles, tendo sido visitada pelos portugueses pela primeira vez em janeiro de 1498, quando a armada de Vasco da Gama aí aportou para se abastecer e, pelo bom acolhimento da população, chamou-lhe "terra da boa gente". Os portugueses construíram uma feitoria fortificada em 1546, mas apenas foi definitivamente ocupada por Portugal em 1731. Em 1763, com a construção do Forte de Nossa Senhora da Conceição, recebeu o estatuto de vila e sede de concelho. Foi atacada por franceses e holandeses, tendo sido saqueada em 1796 por piratas franceses da ilha da Reunião.
Foi elevada à categoria de cidade a 12 de agosto de 1956.
Administrativamente, a cidade é um município, com um governo local eleito; e é também, desde dezembro de 2013, um distrito, uma unidade local do governo central, dirigido por um administrador. Após a independência de Moçambique, o primeiro presidente do Conselho Municipal de Inhambane foi Albino Francisco. Com o advento da democracia e posterior criação de autarquias, os presidentes dos conselhos municipais passaram a ser eleitos. 
| Ano de eleição | Presidente do Conselho Municipal | Partido |
| -------------- | -------------------------------- | ------- |
| 1998           | Vitorino Manuel Macuvel          | Frelimo |
| 2003           | Lourenço A. da Silva Macul       | Frelimo |
| 2008           | Lourenço A. da Silva Macul       | Frelimo |
| 2012           | Benedito Eduardo Guimino         | Frelimo |
| 2018           | Benedito Eduardo Guimino         | Frelimo |

## Infraestrutura

### Transportes
A cidade é conectada ao restante do território nacional pela N242, rodovia que a liga à vila de Jangamo, ao sul. Em Jangamo acessa-se a Estrada Nacional nº 1.
O principal acesso portuário provincial está no porto de Inhambane, que está localizado na cidade.
Além desses serviços logísticos, a cidade ainda possui o Aeroporto de Inhambane (INH).

### Educação
A cidade de Inhambane possui dois campi da tradicional Universidade Eduardo Mondlane, onde funcionam a Escola Superior de Hotelaria e Turismo, no bairro da Chalambe I, e; a Escola Superior de Desenvolvimento Rural, no bairro de Vilanculo.

## Ligações
- Grupo "Cidade de Inhambane" no Facebook